# لوگاووشکا
لوگاووشکا (انگلیسی: Lugavushka) یک شهرک در شهرستان استرلیباشفسکی استان باشقیرستان کشور روسیه است.